# St. Andreas (Düsseldorf)

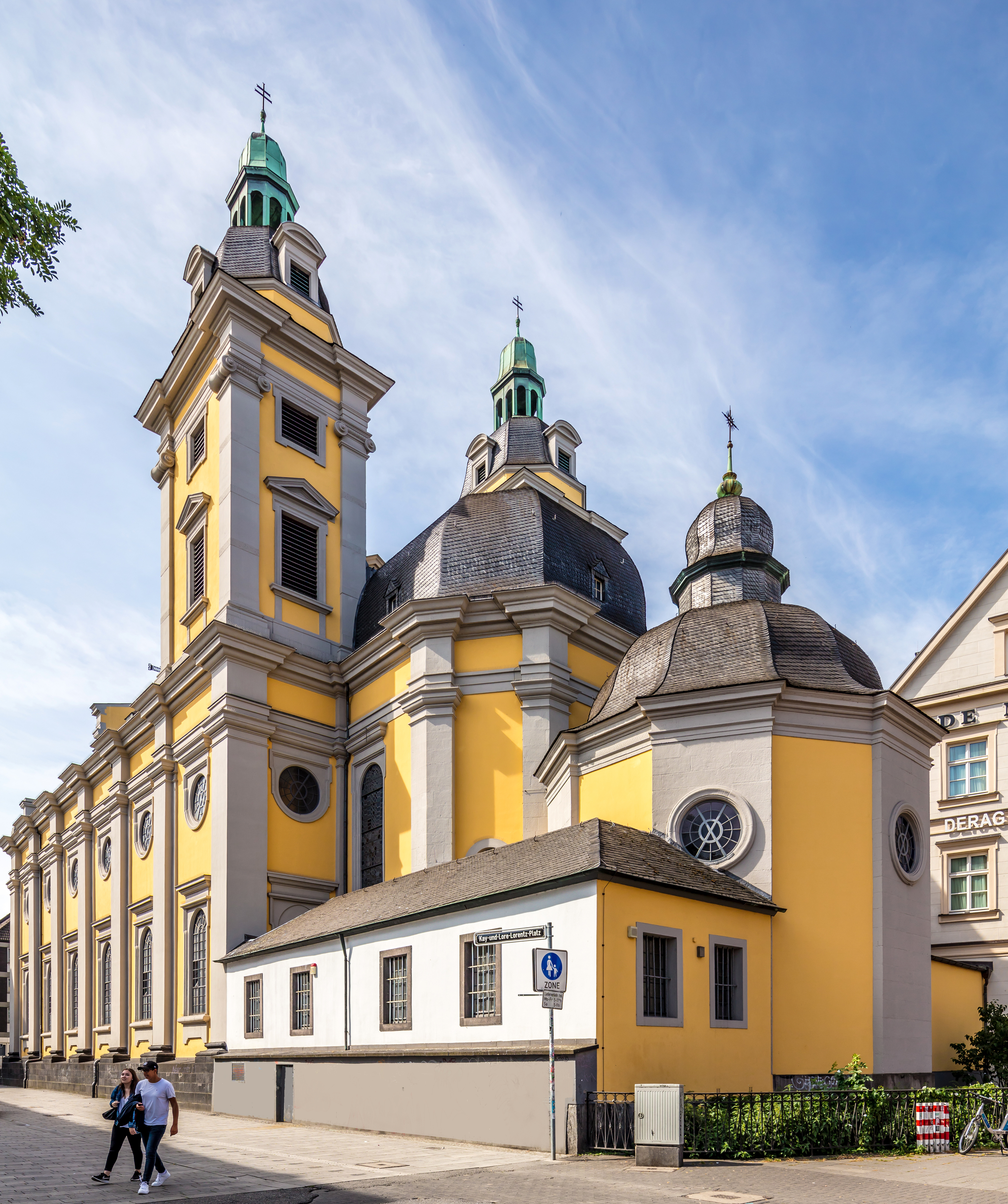
St. Andreas – Seitenschiff, Chor mit Doppeltürmen und Mausoleum, Ansicht von Nordosten

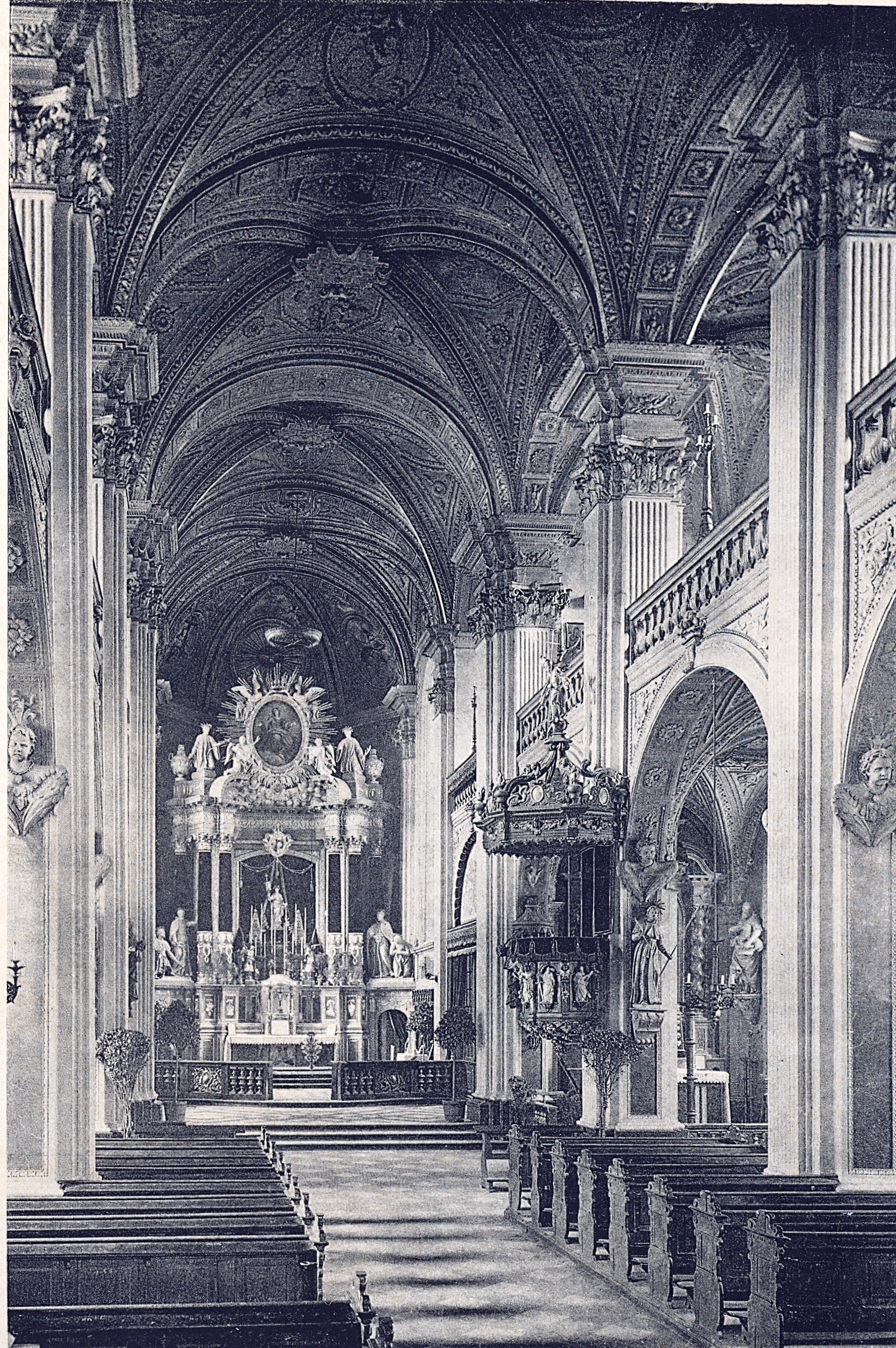
St. Andreas, Blick auf den früheren Hochaltar

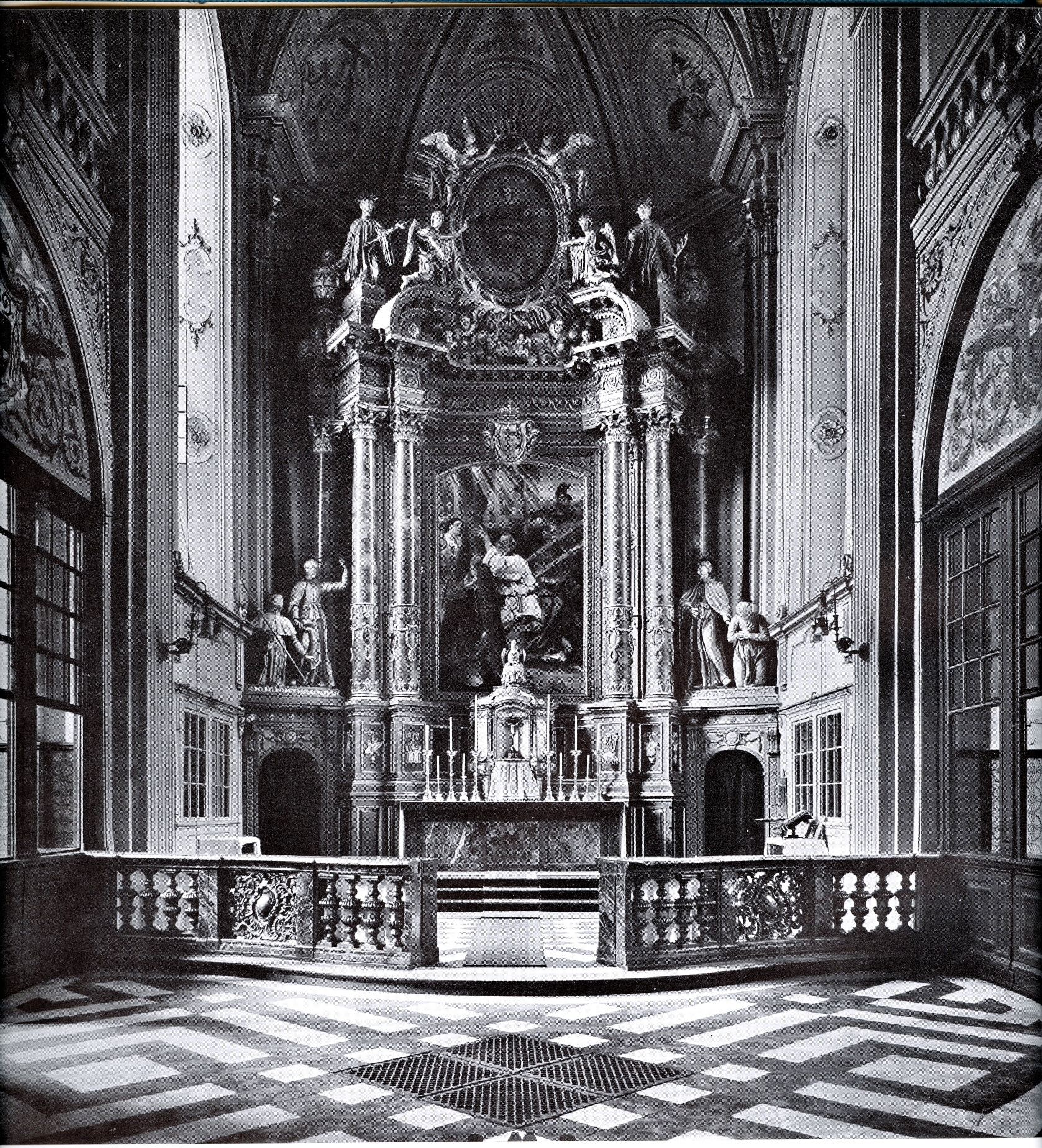
Andreaskirche, früherer Hochaltar im Chor

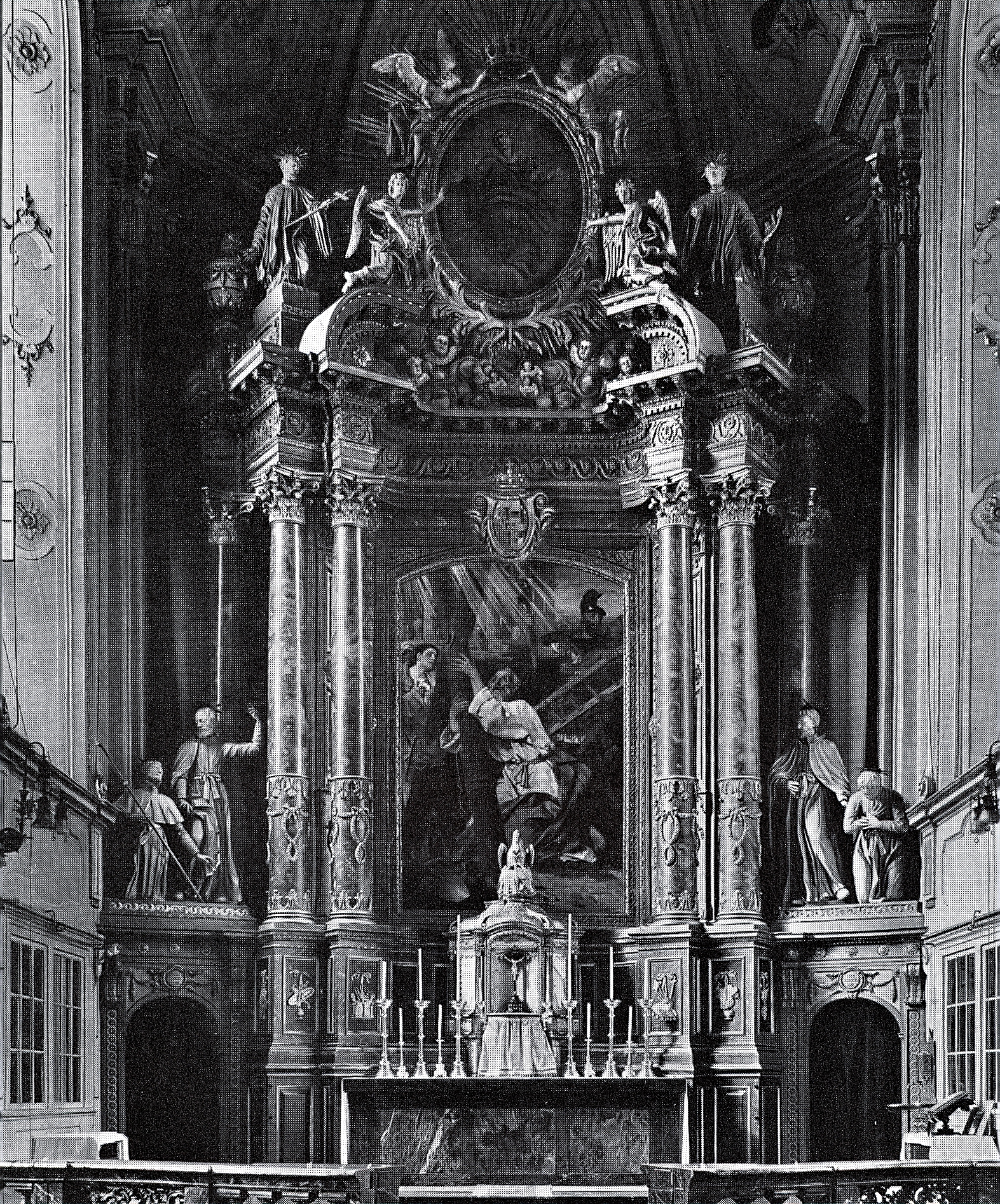
Andreaskirche, früherer Hochaltar im Detail

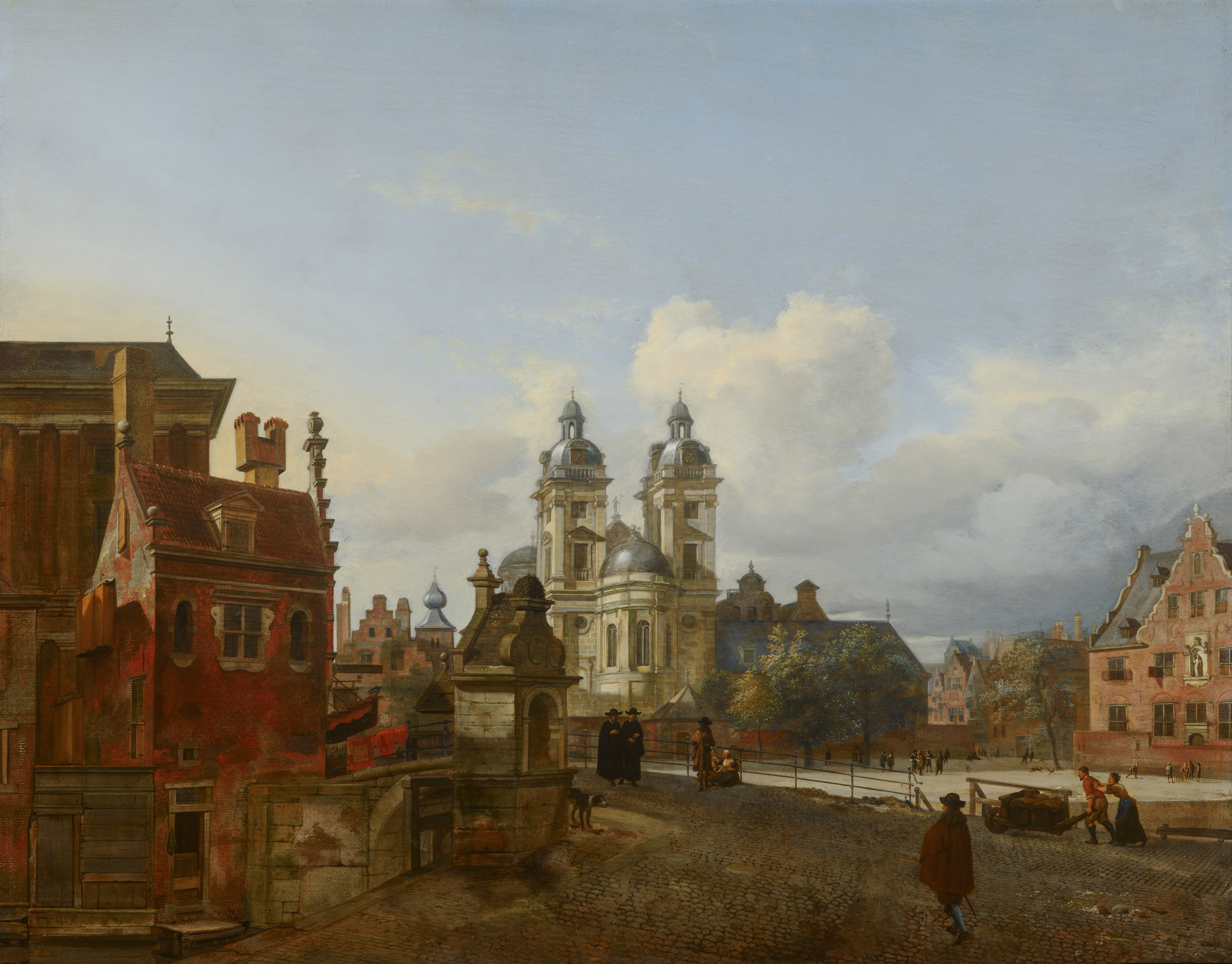
Ansicht von Düsseldorf mit Andreaskirche in der Mitte, Gemälde von Jan van der Heyden und Adriaen van de Velde, 1667

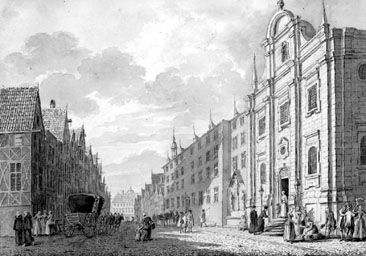
St. Andreas und Andreasstraße, im 18. Jahrhundert gezeichnet von Cornelis Pronk

St. Andreas ist eine Klosterkirche sowie die ehemalige Jesuiten- und Hofkirche in der Altstadt von Düsseldorf, Andreasstraße 11. Seit 1972 wird sie von den Dominikanern betreut. Eigentümer des Kirchengebäudes, das unter Denkmalschutz steht, ist das Land Nordrhein-Westfalen, das das Kirchenpatronat vom Freistaat Preußen übernahm.

## Geschichte

### Kirche
St. Andreas war in der Residenzstadt Düsseldorf die Hof- und Jesuitenkirche. Erbprinz Wolfgang Wilhelm war 1613 gegen den Willen seines Vaters Philipp Ludwig zum Katholizismus übergetreten, um im Jülich-Klevischen Erbfolgestreit die Interessen des Hauses Pfalz-Neuburg gegen seinen Hauptwidersacher Johann Sigismund von Brandenburg zu behaupten. Nach seinem Regierungsantritt 1614 rief Pfalzgraf Wolfgang Wilhelm 1619 die Jesuiten ins Herzogtum Jülich-Berg.
Bereits 1620 hatte Wolfgang Wilhelm von der Witwe Johann von Ossenbruchs für 7.400 Reichstaler und einen „Verzichtspfennig“ von 150 Reichstalern ein großes Grundstück im Bereich der Hunsrückenstraße mit Haus, Hof und Garten für die Jesuiten erworben. Das Haus wurde 1621 von den Jesuiten bewohnt, 1622 wurden dazu zwei weitere Häuser geschenkt. Der östliche Bereich des Grundstückes, überwiegend Gartengelände, wurde als Bauplatz für eine auf Anregung dieses Ordens geplante Kirche verwendet. Den Bau unterstützte der Landesherr mit 4.000 Reichstalern. Die Grundsteinlegung dieser dem Apostel Andreas geweihten Kirche erfolgte am 5. Juli 1622 mit der Segnung durch den Kölner Weihbischof Otto Gereon.
Das Gebäude der Jesuitenkirche folgt in seinem Bauprogramm den Mustern des süddeutschen Barocks und des Kirchenbaus der Zeit der Gegenreformation. Dieses Bauprogramm, auch mit dem Beinamen „Jesuitenstil“ belegt, ahmte das römische Vorbild der von Giacomo Barozzi da Vignola entworfenen Ordensmutterkirche Il Gesù nach. Die innere Ausgestaltung des Gotteshauses findet ihr Vorbild besonders in der Neuburger Hofkirche. Die Hauptbauphase der Kirche war bis 1629 beendet, der erste Gottesdienst erfolgte am 29. November desselben Jahres. Der Innenausbau der Kirche war damals noch nicht beendet. Ab 1632 wurden die Stuckarbeiten in der Kirche durch Johannes Kuhn umfangreich geändert, da dem Herzog die erste Ausführung nicht gefiel. Auch 1635 waren die Arbeiten an der Kirche noch nicht beendet, da weiterhin für den Ausbau der Kirche gesammelt wurde. Das Ende dieser Sammlungen erfolgte erst 1661. Der Bau der 1637 errichteten Türme sowie Planungen für ein Mausoleum und damit verbundene Veränderungen des Chors wurden dem Hofarchitekten Johann Lollio zugeschrieben. Die Hofkirche war während der Residenzzeit unter den Wittelsbachern ein bedeutender Mittelpunkt der musikalischen Kultur in Düsseldorf. Dies bezeugt unter anderem die Anstellung Johann Hugo von Wilderers als Hoforganist zu St. Andreas am Ende des 17. Jahrhunderts.
1739 traten die Jesuiten mit drei Entwürfen für einen (noch fehlenden) Hochaltar an den pfälzischen Kurfürsten Karl III. Philipp heran. Der Herrscher entschied, dass unter Hinzuziehung des Hofbaumeisters Johann Heinrich Nosthofen ein genauer Entwurf durch einen Künstler erarbeitet werden solle. Die Wahl fiel auf Johann Joseph Couven, der in der Denkschrift zu seinem Entwurf (Holzarbeiten einschließlich Figuren) Kosten von 2700 Reichstalern taxierte. Hinzu kamen 700 Reichstaler für eine Illumination, die der Maler Anton Wisselinck kalkuliert hatte. Im November 1741 wies der Kurfürst die Finanzierung des Hochaltars an, der wohl kurz darauf angefertigt wurde.
Während des Siebenjährigen Krieges wurde am 6. Juli 1758 Düsseldorf von den Preußen belagert und von deren linksrheinisch aufgestellter Artillerie beschossen. Neben der Beschädigung vieler Häuser im westlichen Bereich der Stadt war auch St. Andreas von diesem Beschuss betroffen. In der Zeit der französischen Besatzung der Stadt ab 1759 wurde 1761 die Kirche als Lazarett benutzt. Nach Kriegsende wurden 1765 die Obelisken der oberen Fassade wegen der Kriegsschäden abgerissen; von 1780 bis 1781 folgten umfangreiche Restaurierungen zur Behebung der weiteren Kriegsschäden. Es folgte in der zweiten Hälfte des 17. Jahrhunderts die Errichtung des westlich an der Kirche anschließenden Jesuitenkollegs, des heutigen Stadthauses.
Nach der Aufhebung des Jesuitenordens im August 1773 fielen dessen Güter an den jülich-bergischen Fiskus. In der Folge diente die Andreaskirche als Pfarrkirche. Nachdem Anfang des 19. Jahrhunderts die St. Lambertus Kirche die einzige zuständige Pfarrkirche für den Bereich „Altstadt ohne Carlstadt“ war, erfolgte 1842 für St. Andreas die kanonische Einrichtung als zweite Pfarrkirche für diesen Bereich durch den Koadjutor und späteren Erzbischof von Köln Johannes von Geissel.
Im Zweiten Weltkrieg wurde die Kirche stark beschädigt. Die Dächer mit Turmhauben verbrannten und der Hochaltar mit Kirchenfenster und die Sakristei wurden völlig zerstört. Der Wiederaufbau erfolgte von 1960 bis 1971 einschließlich des Einbaus eines neuen Hochaltars, für den Ewald Mataré Entwürfe beigesteuert hatte.
Ab 1. März 1972 übernahm der Dominikanerorden die Seelsorge an St. Andreas. Ein Jahr später wurde das Düsseldorfer Dominikanerkloster von der Herzogstraße in die Altstadt verlegt und St. Andreas ist seitdem auch die Klosterkirche des Ordens.
Am 1. Januar 2005 wurden die bis zu diesem Zeitpunkt getrennten Pfarrgemeinden St. Andreas und St. Lambertus in der Altstadt von Düsseldorf unter dem Patronat des Hl. Lambertus zu einer Pfarrgemeinde zusammengefasst.

### Mausoleum
Bereits Herzog Wolfgang Wilhelm hatte in seinem Testament festgelegt, dass er in einer Grablege der Familie in der Andreaskirche bestattet werden sollte. Zum Zeitpunkt seines Todes 1653 gab es nur zwei Gruften im Keller der Kirche unter dem Hauptaltar. Die eine Gruft wurde für die Beerdigung der Jesuiten und die zweite für Mitglieder der Herzogsfamilie benutzt. Als erste war bereits am 8. Oktober 1651 die Gemahlin Anna Katharina Konstanze Wasa (1619–1651), eine geborene Prinzessin von Polen-Litauen und Schweden, vom Erbherzog Philipp Wilhelm in dieser Gruft beigesetzt worden. Der Sarg von Herzog Wolfgang Wilhelm folgte am 14. Mai 1653. Als Kurfürst Jan Wellem starb, wurde dieser am 3. August 1716 zunächst in dieser Gruft beigesetzt.
Von Kurfürst Karl Philipp, dem Nachfolger von Jan Wellem, wurde am 1. September 1716 der Bau eines Mausoleums als Grablege der Düsseldorfer Wittelsbacher aus dem Hause Pfalz-Neuburg bewilligt. Um den Bau zu finanzieren, wurden einige Häuser auf der Krämerstraße, die Jan Wellem erworben hatte, für 13.500 Reichstaler versteigert.
Das Mausoleum wurde von 1716 bis Ende August 1717 durch den Baumeister Simon Sarto errichtet und befindet sich auf der Nordseite der Kirche. Der Prunksarkophag des 1716 verstorbenen Kurfürsten Jan Wellem wurde, wie auch die Särge anderer Familienmitglieder, in diese neue Grablege umgebettet. Den Metallsarg des Kurfürsten entwarf und goss 1717 sein Hofbildhauer Gabriel Grupello.
Angestoßen durch einen Bericht des Düsseldorfer Tribunalrichters Theodor von Haupt vom November 1819 an die preußische Regierung über den verwahrlosten Zustand der Gruft mit teils offenen, teils halb zertrümmerten Särgen legte Regierungs- und Baurat Adolph von Vagedes 1820 Pläne für eine würdige Neugestaltung der Grabkapelle vor, die jedoch wegen der Kosten verworfen wurde. Erst 1875 wurde eine einfache Renovierung durchgeführt, bei der der noch verlötete Sarg von Kurfürst Jan Wellem geöffnet und nach Untersuchung wieder versiegelt wurde. Das Innere des Mausoleums wurde schließlich 1935 mit neuem Steinfußboden und Fenstern wieder hergerichtet. Nach Beschädigung im Zweiten Weltkrieg restaurierte Ewald Mataré das Mausoleum im Jahr 1958, von dem die Glasfenster, die Standleuchter und die eingelassenen Namen im Fußboden stammen.

## Architektur

### Fassade
Die Fassade der ehemaligen Jesuitenkirche Düsseldorf ist zweigeschossig. Toskanische Pilaster gliedern die Fassade in drei Achsen. Eine kräftige Gebälkzone trennt Haupt- und niedrigeres Giebelgeschoss. Geschwungene Schrägen rahmen das Giebelgeschoss, das mit einem von einem Kreuz bekrönten Dreiecksgiebel abschließt. Wie im Barock üblich ist die Mittelachse aufwändiger gestaltet: Über dem Hauptportal liegt ein kleiner Oculus, und im Giebel öffnet sich über einer kleinen Blendöffnung ein großes Hochfenster. Der Akzentuierung der Mitte dienen auch die im Gegensatz zu den äußeren, einfachen Pilastern übereinandergelegten Pilaster innen.

### Innenraum
Der Grundriss zeigt ein Langhaus aus fünf querrechteckigen Jochen sowie einen eingezogenen, zweijochigen Chor mit Drei-Fünftel-Schluss. Die Türme stehen in den Winkeln zwischen Schiff und Chor. Hinter dem Chor schließt sich das Zwölfeck des Mauoleumsbaus an. Im Aufriss stellt sich St. Andreas als frühbarocke Emporenhalle ohne Querhaus dar. Raumprägend sind die allseitig mit kannelierten Pilastern besetzten Freipfeiler mit vorkragenden Gebälkköpfen. Zwischen ihnen liegen Emporen, die von Arkaden getragen werden und deren Brüstungen bis an die Kanten der seitlichen Pilaster reichen. Rundungen führen von den Emporen im Schiff zur Orgelempore. Gurtgegliederte Kreuzgratgewölbe decken Schiffe, Emporen und Chor, wobei die Breite des Chors der des Mittelschiffs entspricht. Im Chor liegen im Sockelbereich der Türme unten verglaste Oratorien und oben Emporen. Direktes Vorbild für St. Andreas war, wie oben erwähnt, die 1607 begonnene, ehemalige Jesuiten- und Hofkirche Neuburg an der Donau.

## Ausstattung

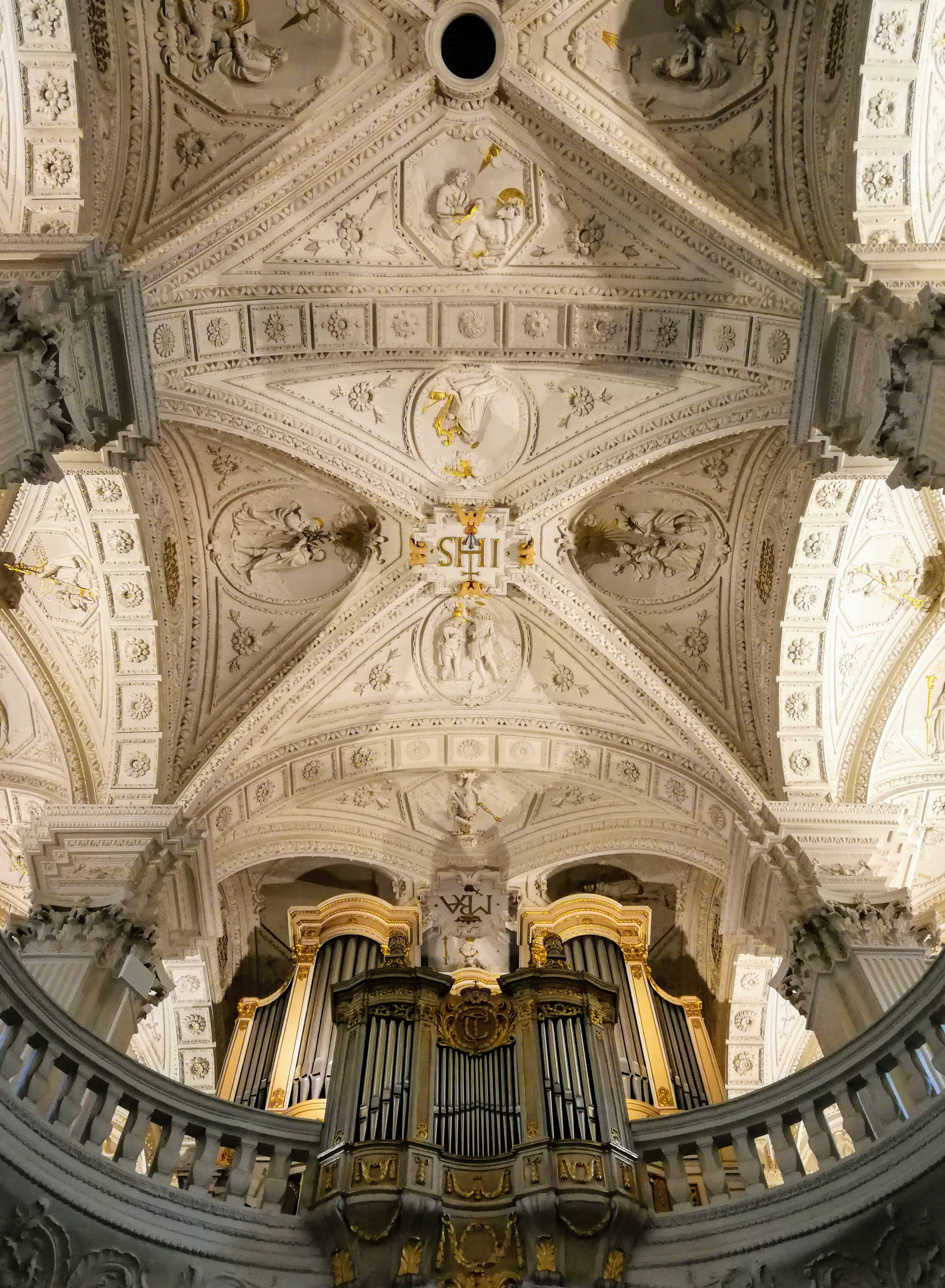
Stuckdecken und Orgelempore

Im Inneren der Kirche, an deren Westseite eine Patronatsloge erhalten ist, dominieren Stuckarbeiten aus dem Früh- und Spätbarock. Ein großer Teil der Stuckaturen wurde von dem Kalkschneider Johannes Kuhn geschaffen, der 1632 mit der Ausschmückung der Kirche beauftragt worden war. Die Stuckaturen im Chorraum, der im 18. Jahrhundert verlängert wurde, stammen vermutlich von Antonio Rizzi.
In den Seitenschiffen befinden sich lebensgroße Statuen der Zwölf Apostel, der Evangelisten und verschiedener Heiliger des Jesuitenordens. Der barocke Hochaltar wurde im Zweiten Weltkrieg zerstört. Paul Clemen beschreibt diesen in Die Kunstdenkmäler der Rheinprovinz:

„[Der] Hochaltar ist ein mächtiger, überreich verzierter Aufbau, der mit den Seitenmauern durch Bögen mit Thüren verbunden ist, über deren Abschluss die Gestalten der hh. Ignatius, Aloysius, Franziskus, Xaverius, Aloysius Gonzaga, die beiden äusseren kniend, aufgestellt sind. Über einem vielgegliederten Untersatz erhebt sich auf sechs Säulen mit vergoldeten korinthischen Kapitellen der hohe polygonale Architrav, der wieder den geschweiften, durchgebrochenen Giebel trägt. Die Krönung bildet ein Gemälde der auffahrenden Madonna in ovalem Rahmen mit Strahlensonne, auf dem zwei eine Krone haltende Engel sitzen. Zur Seite knien Engel, die auf den Vorgang in der Mitte hinweisen, hinter ihnen S. Ignatius und S. Aloysius, als Abschluss zwei Urnen. Das Mittelfeld, das sich über dem mit einem Pelikan gekrönten Tabernakel öffnet, wird durch eine Draperie von purpurnem Sammet abgeschlossen, hinter der ein älteres, dem 16. Jh. angehöriges lebensgrosses bemaltes Kruzifix sichtbar wird. In der Mitte auf hohem Aufsatz eine kleine Holzfigur der Madonna mit dem Kinde auf Erde und Halbmond zwischen zwei Engeln, am oberen Abschluss das reich vergoldete kurfürstliche Wappen.“

1959–1960 gestaltete der deutsche Bildhauer Ewald Mataré den Altarraum um: Das dreistufige Podest, Altar und Tabernakel sowie die weiße Marmortreppenanlage mit Treppenlauf, der Wandteppich und die Fenster gehen auf seinen Entwurf zurück.
Die Altarbilder der beiden Seitenaltäre – links die „Himmelskönigin“ von Ernst Deger (1809–1889), rechts „Christus an der Geißelsäule“ von Julius Hübner (1806–1882) – sind Arbeiten der Düsseldorfer Malerschule. Sie wurden spätestens 1836 vom Kunstverein für die Rheinlande und Westfalen in Auftrag gegeben. Die „Himmelskönigin“ zeigt Maria mit Krone, blauem Mantel und rotem Gewand auf einer Wolkenbank stehend, wie sie das segnende Jesuskind präsentiert. Auf der Generalversammlung des Vereins im August 1837 konnten die beiden Gemälde erstmals der Öffentlichkeit präsentiert werden. Doch während Degers „Himmelskönigin“ schon bald zu einem der populärsten religiösen Bilder der Düsseldorfer Malerschule avancierte, geriet Hübners Bild unter anderem wegen seiner nackten Darstellung des leidenden Heilandes bald in die Kritik. Dennoch wurden beide Bilder in den folgenden Jahrzehnten mehrfach kopiert. 1839 gab der Kunstverein beispielsweise einen Kupferstich von Degers „Himmelskönigin“ als „Prämienblatt“ an seine Mitglieder aus.
Im Kirchenschatz von St. Andreas haben sich auch einige Ausstattungsstücke aus anderen Düsseldorfer Patronatskirchen erhalten, die nach deren Auflösung in die Andreaskirche überführt wurden. Dazu gehört unter anderem das lange verloren geglaubte Hochaltarblatt „Die Taufe Christi“ von Franz Ittenbach (1813–1879) aus der 1906 abgerissenen Garnisonskirche Düsseldorf, das auf einen Wettbewerb des Kunstvereins von 1847 zurückgeht. In den 2009 eingerichteten Schatzkammern auf der Empore ist zudem eine Darstellung der „Beweinung Christi“ (1853) von Friedrich Wilhelm von Schadow (1788–1862) zu sehen, die der Künstler seinem Beichtvater an der Andreaskirche schenkte.

## Orgel

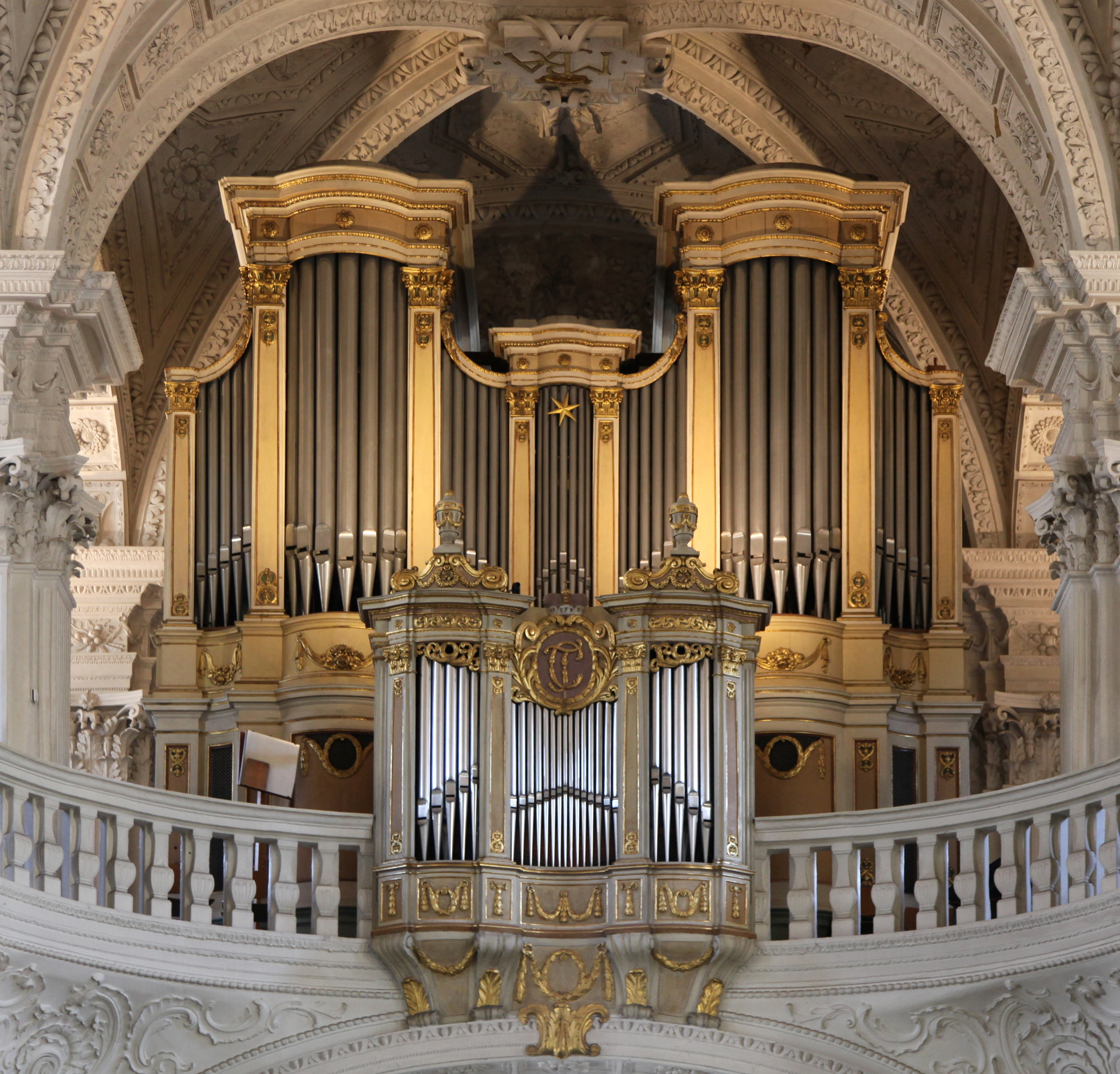
Beckerath-Orgel in St. Andreas

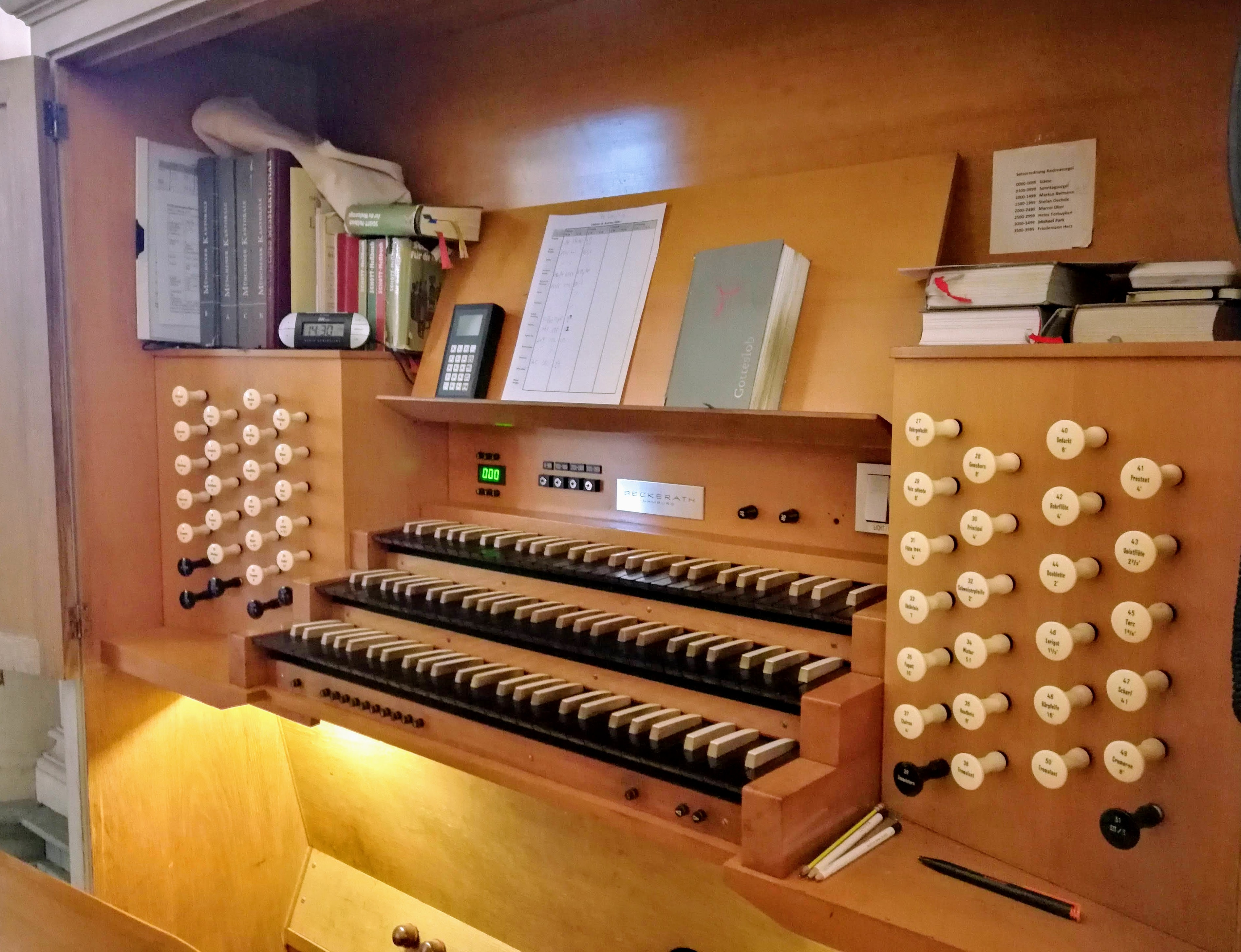
Spielanlage der Orgel

Der Orgelprospekt stammt von dem Vorgängerinstrument, das 1782 von Peter Kemper erbaut worden war. Die Orgel wurde im Jahr 1900 mit elektropneumatischen Trakturen ausgestattet. 1953 wurde das im Zweiten Weltkrieg beschädigte Werk von der Orgelbaufirma Fabritius wieder aufgebaut und die Disposition um 18 Register erweitert. In den Jahren 1971–1973 wurde die Orgel von der Orgelbaufirma von Beckerath neu errichtet. Die Disposition stammt vom damaligen Organisten an St. Andreas Heinz Bernhard Orlinski und dem Kölner Domorganisten Josef Zimmermann. 2003 erfolgte eine umfassende Renovierung durch Beckerath, wobei auch eine Setzeranlage mit 4000 Speicherplätzen eingebaut wurde, die die bisherigen sechs Setzerkombinationen ersetzte.
| I Rückpositiv C–g3 |            |        |
| 23.                | Gedackt    | 8′     |
| 24.                | Prestant   | 4′     |
| 25.                | Rohrflöِte  | 4′     |
| 26.                | Quintflöِte | 2 ⁄3′  |
| 27.                | Doublette  | 2′     |
| 28.                | Terz       | 1 3⁄5′ |
| 29.                | Larigot    | 1 ⁄3′  |
| 30.                | Scharff IV |        |
| 31.                | Bärpfeife  | 16′    |
| 32.                | Cromorne   | 8′     |
|                    | Tremulant  |        |

| II Hauptwerk C–g3 |                     |       |
| 1.                | Bordun              | 16′   |
| 2.                | Principal           | 8′    |
| 3.                | Spielflِöte          | 8′    |
| 4.                | Oktave              | 4′    |
| 5.                | Koppelflِöte         | 4′    |
| 6.                | Nasat               | 2 ⁄3′ |
| 7.                | Oktave              | 2′    |
| 8.                | Cornet IV-V (ab f0) | 8′    |
| 9.                | Mixture IV-VI       |       |
| 10.               | Zimbel III          |       |
| 11.               | Trompete            | 8′    |

| III Schwellwerk C–g3 |                   |     |
| 12.                  | Gemshorn          | 8′  |
| 13.                  | Rohrgedackt       | 8′  |
| 14.                  | Voix Céleste      | 8′  |
| 15.                  | Principal         | 4′  |
| 16.                  | Flute Traversière | 4′  |
| 17.                  | Schweitzerpfeife  | 2′  |
| 18.                  | Oktävlein         | 1′  |
| 19.                  | Mixture V         |     |
| 20.                  | Fagott            | 16′ |
| 21.                  | Hautbois          | 8′  |
| 22.                  | Clairon           | 4′  |
|                      | Tremulant         |     |

| Pedal C–f1 |              |     |
| 33.        | Principal    | 16′ |
| 34.        | Subbaß       | 16′ |
| 35.        | Oktavbaß     | 8′  |
| 36.        | Bartpfeife   | 8′  |
| 37.        | Choralbaß    | 4′  |
| 38.        | Nachthorn    | 2′  |
| 39.        | Hintersatz V |     |
| 40.        | Posaune      | 16′ |
| 41.        | Trompete     | 8′  |
| 42.        | Schalmei     | 4′  |

- Koppeln: I/II, III/I, III/II, I/P, II/P, III/P
- Spielhilfen: Setzeranlage, Zimbelstern (8 Glöckchen)

## Kirchenmusik
Regelmäßig gestaltet der Chor der ehemaligen Hofkirche St. Andreas und des Görresgymnasiums unter der Leitung von Martin Fratz (langjährig zuvor: Musik-Gymnasiallehrer Ulrich Brall) die Gottesdienste musikalisch mit. Die durch den langjährigen früheren Kirchenmusiker Frank Volke initiierten Reihen Sonntagsorgel (wöchentlich, seit 1991) und Kirche und Klavier finden jeweils Sonntag nachmittags statt. Außerdem werden Einzelkonzerte mit Gastmusikern und -ensembles durchgeführt.

## Glocken
Das Geläut besteht aus insgesamt sechs Bronzeglocken. Die Glocken sind auf beide Türme verteilt.
| Nr. | Patron              | Nominal | Gussjahr | Gießer                    |
| --- | ------------------- | ------- | -------- | ------------------------- |
| 1   | Christkönig         | d′=0    | 1954     | Petit & Edelbrock Gescher |
| 2   | Ignatius            | e′+2    | 1954     | Petit & Edelbrock Gescher |
| 3   | Andreas             | g′+2    | 1954     | Petit & Edelbrock Gescher |
| 4   | Franziskus Xaverius | a′+2    | 1954     | Petit & Edelbrock Gescher |
| 5   | Joseph              | h′+2    | 1954     | Petit & Edelbrock Gescher |
| 6   | Katharina           | d″+2    | 1643     | Gebr. Hemony Utrecht      |

## Bilder

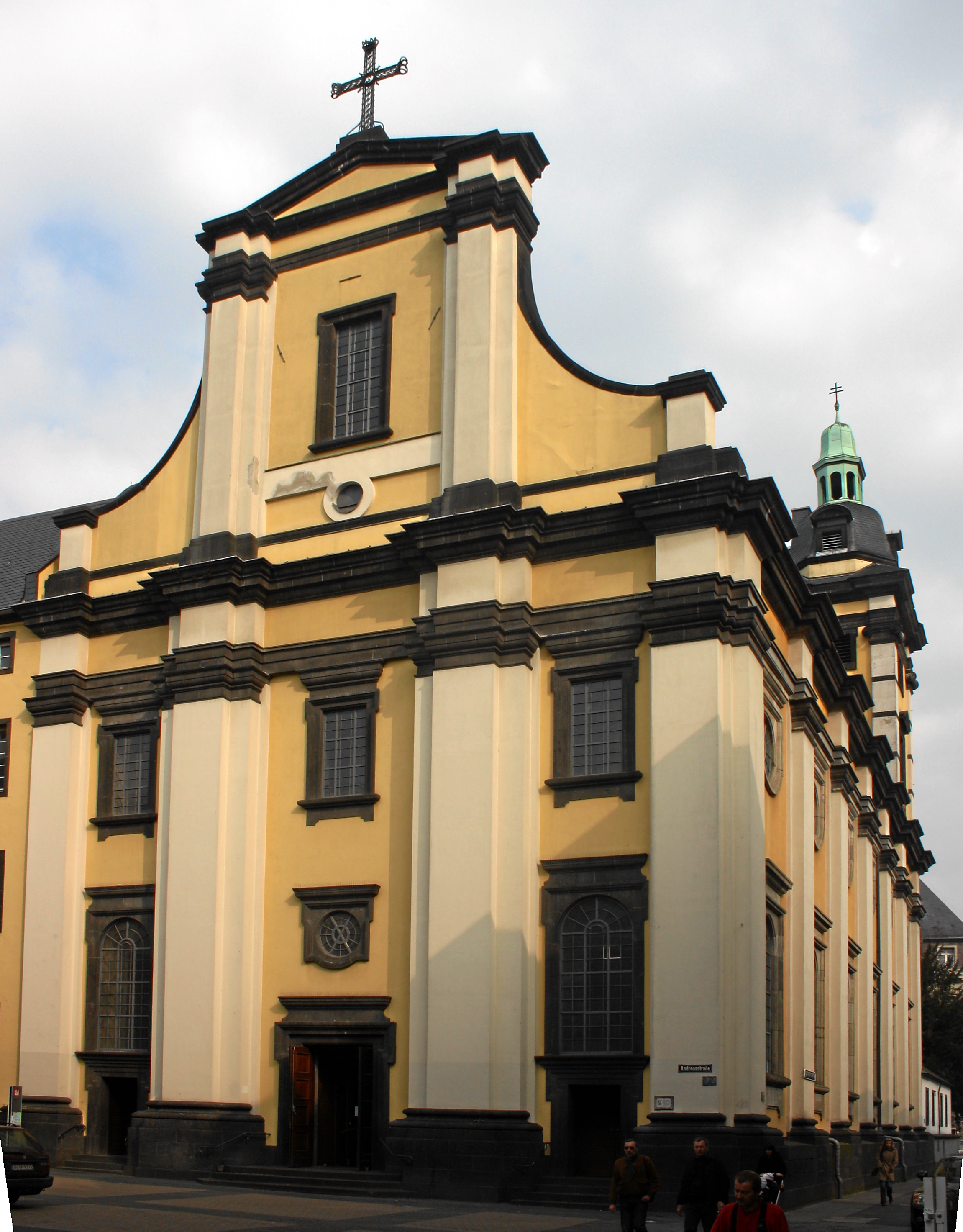
Fassade
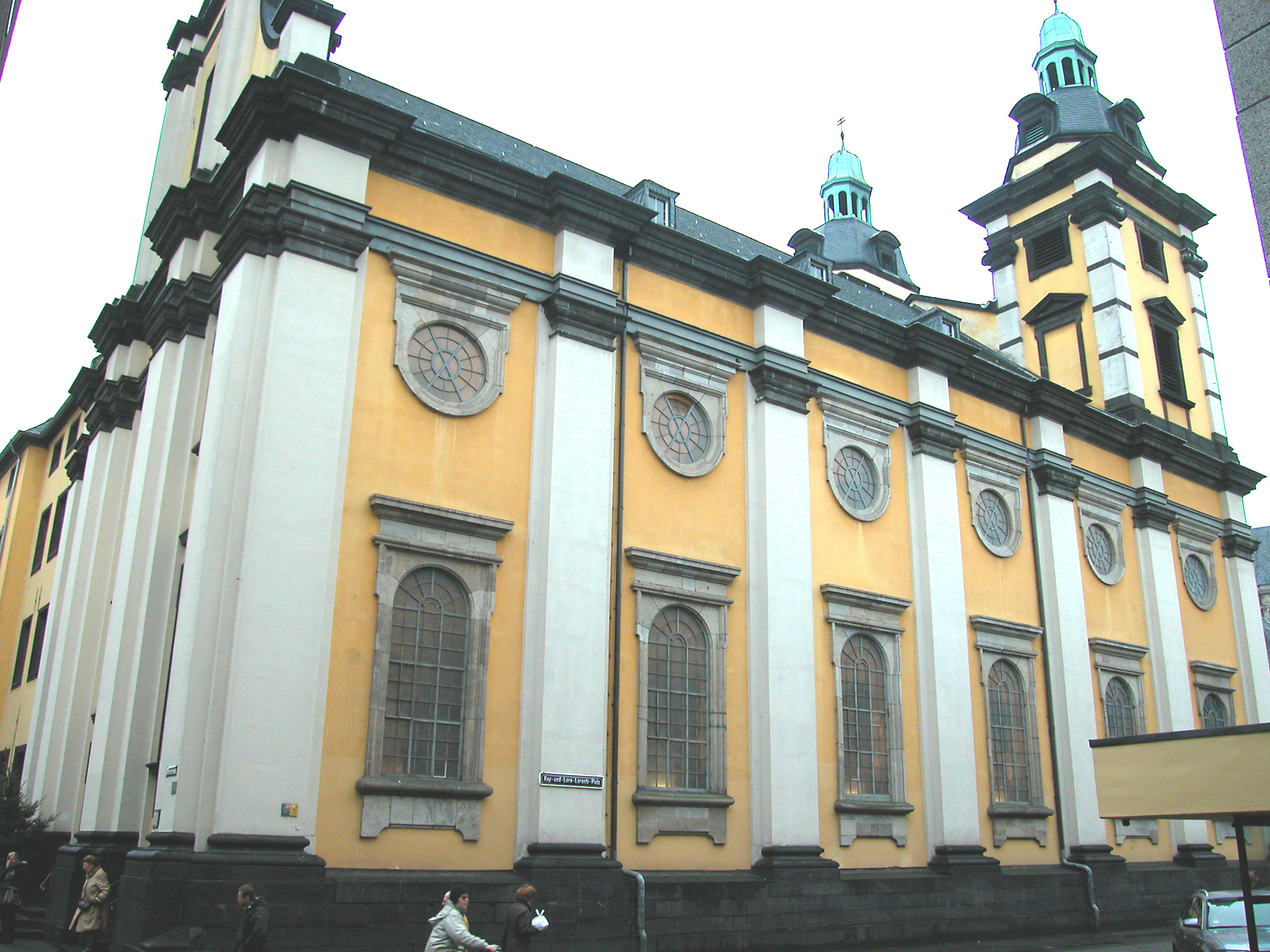
Langhaus von Osten
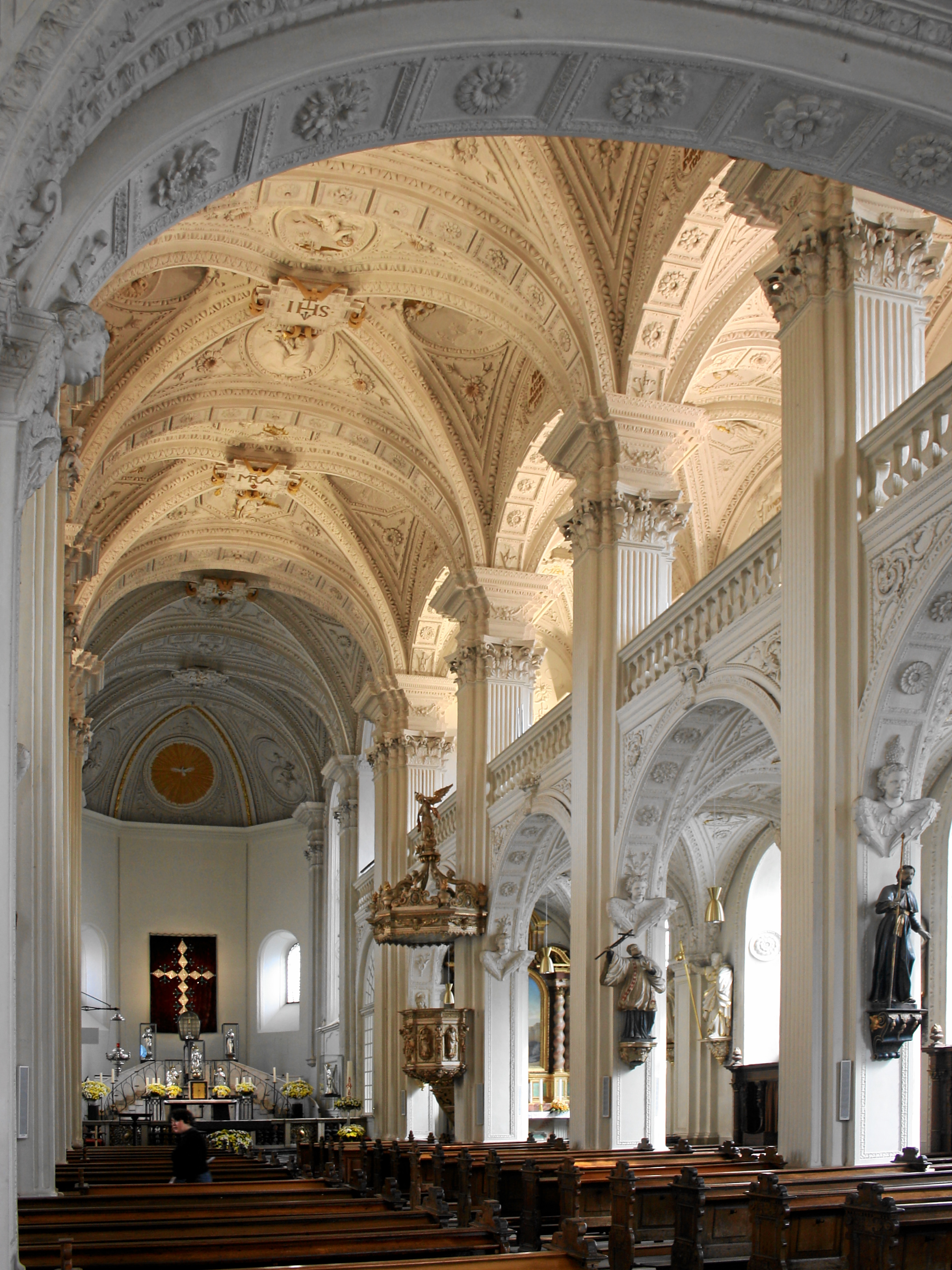
Langhaus nach Osten
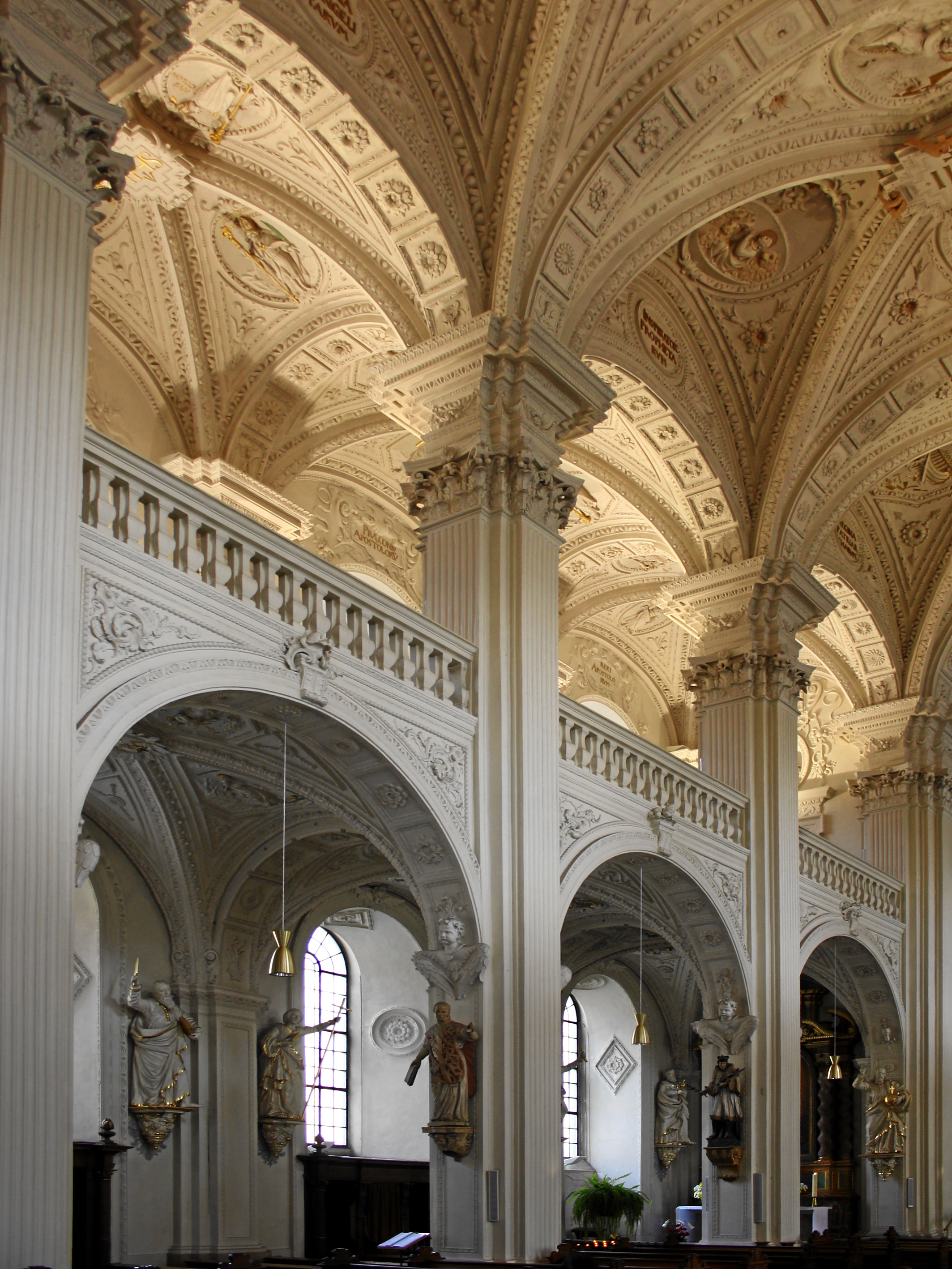
Langhausarkaden und -emporen
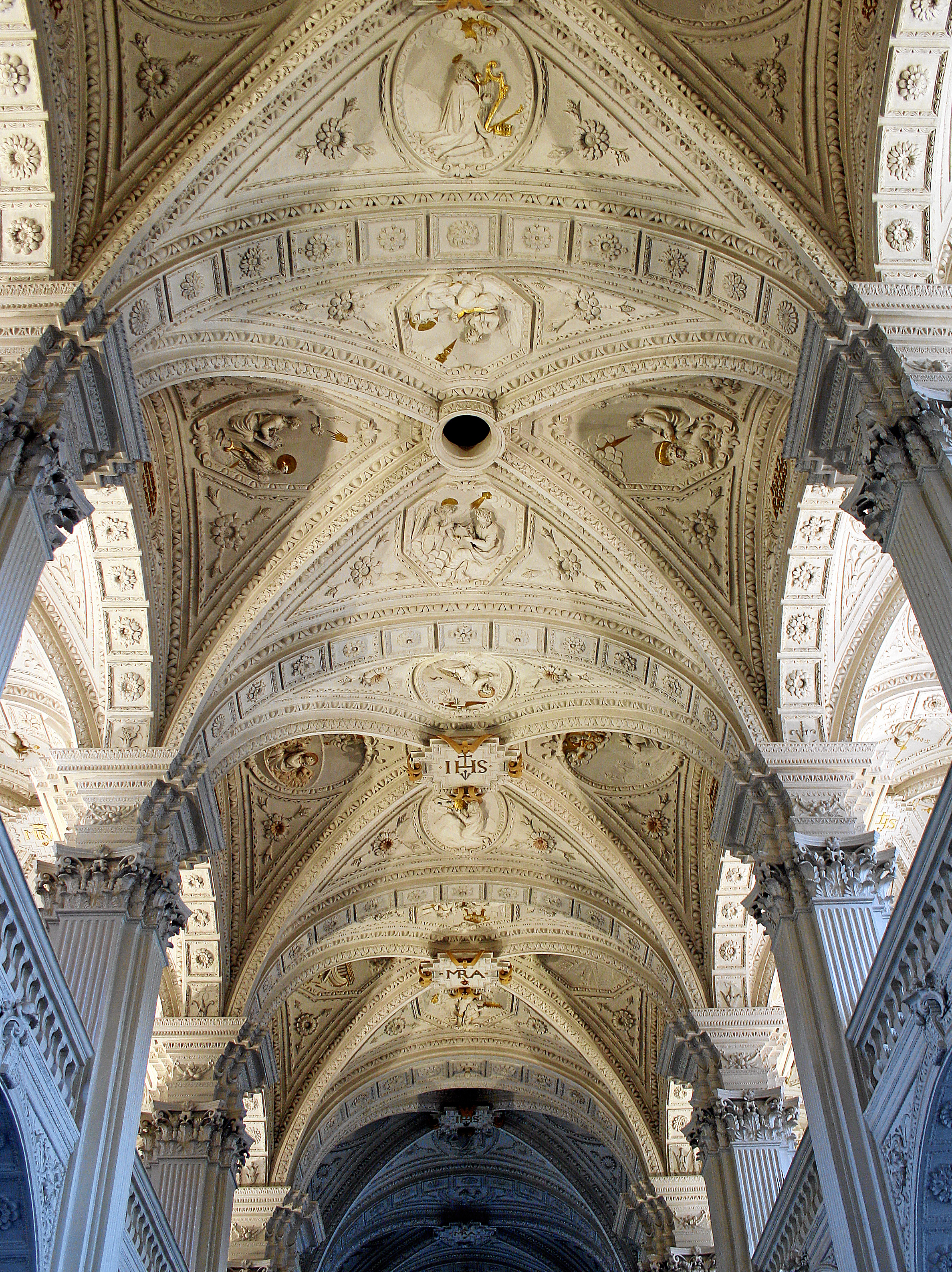
Stuckdecke des Langhauses
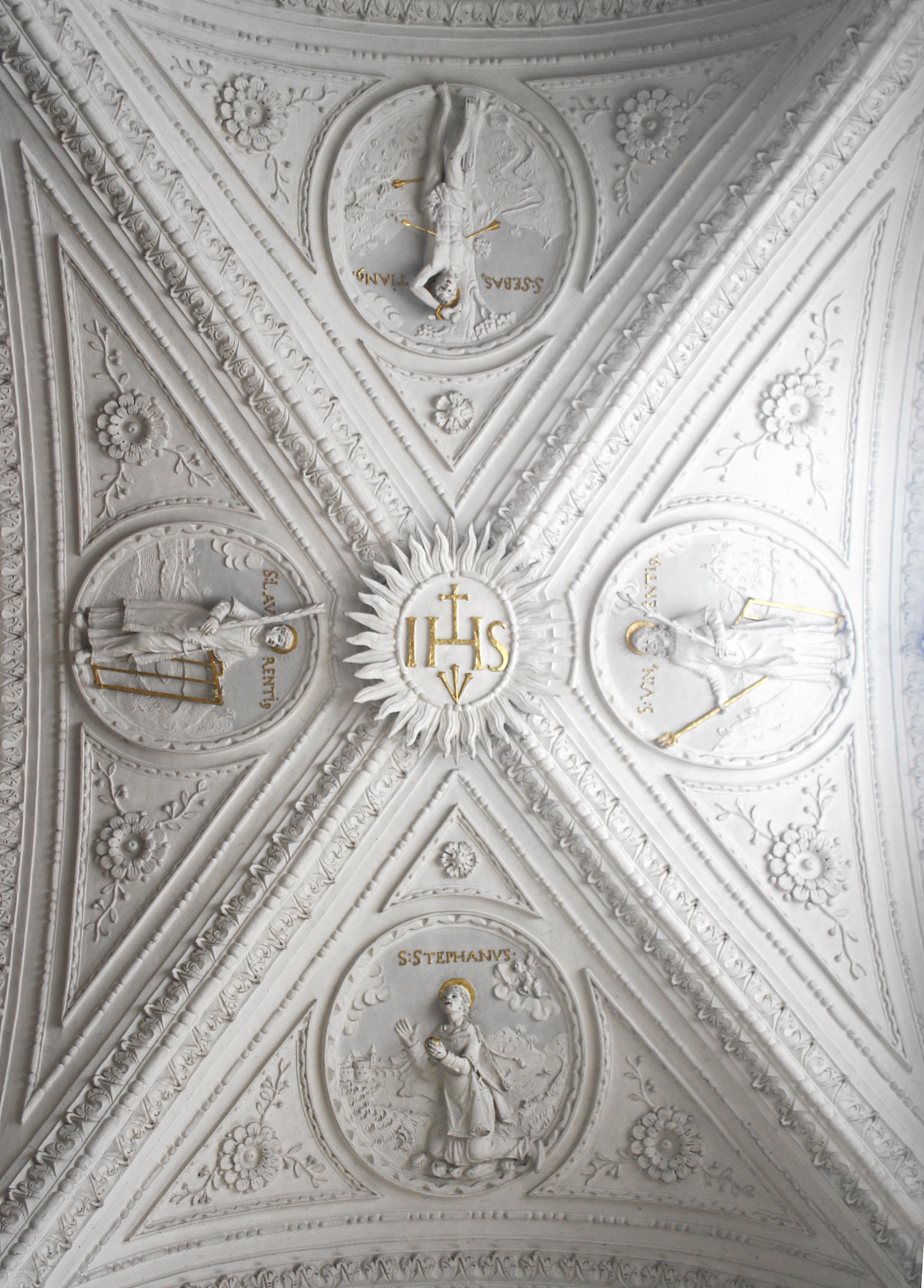
Stuckierung im Seitenschiff
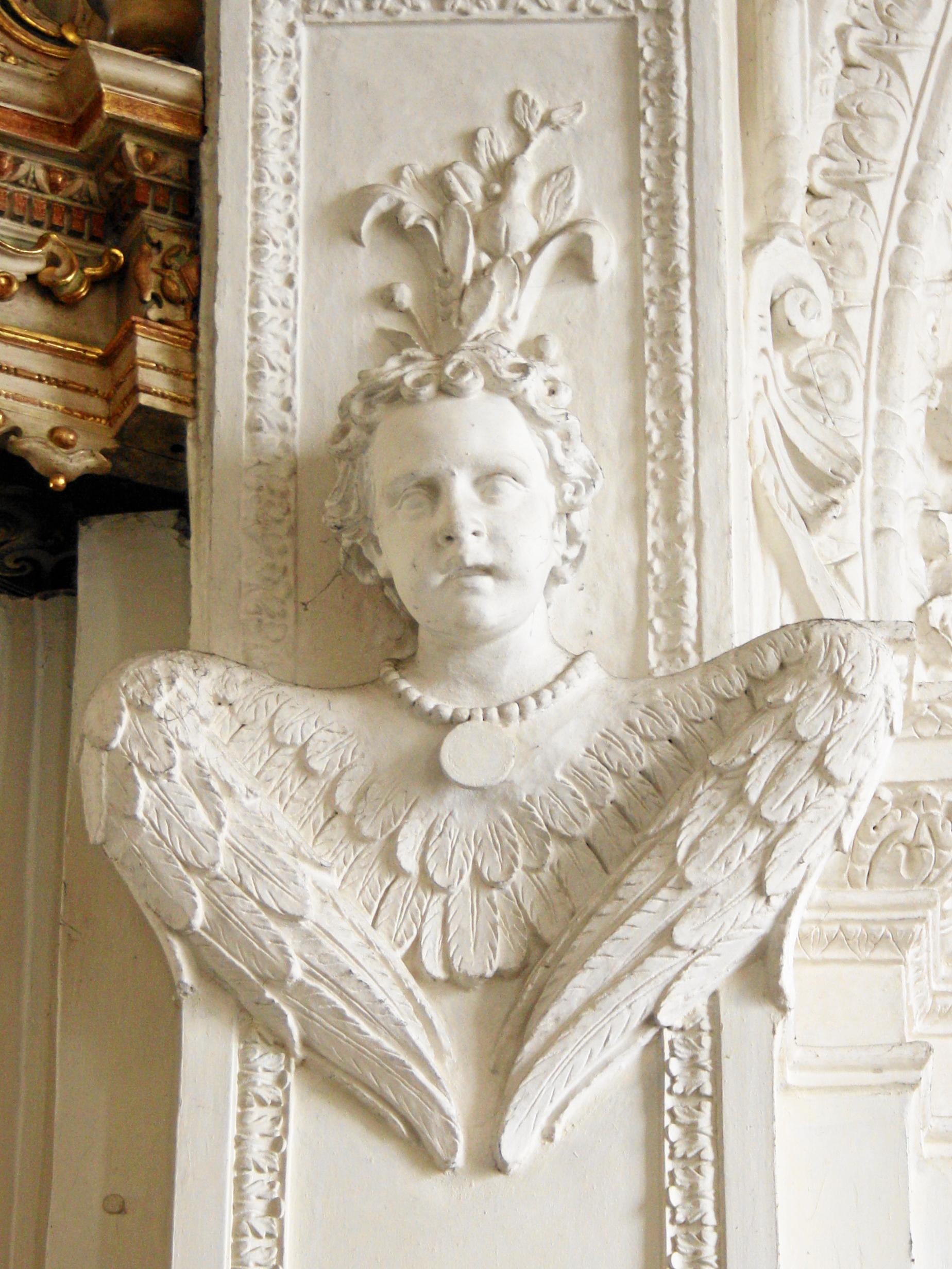
Stuck in den Langhausarkaden
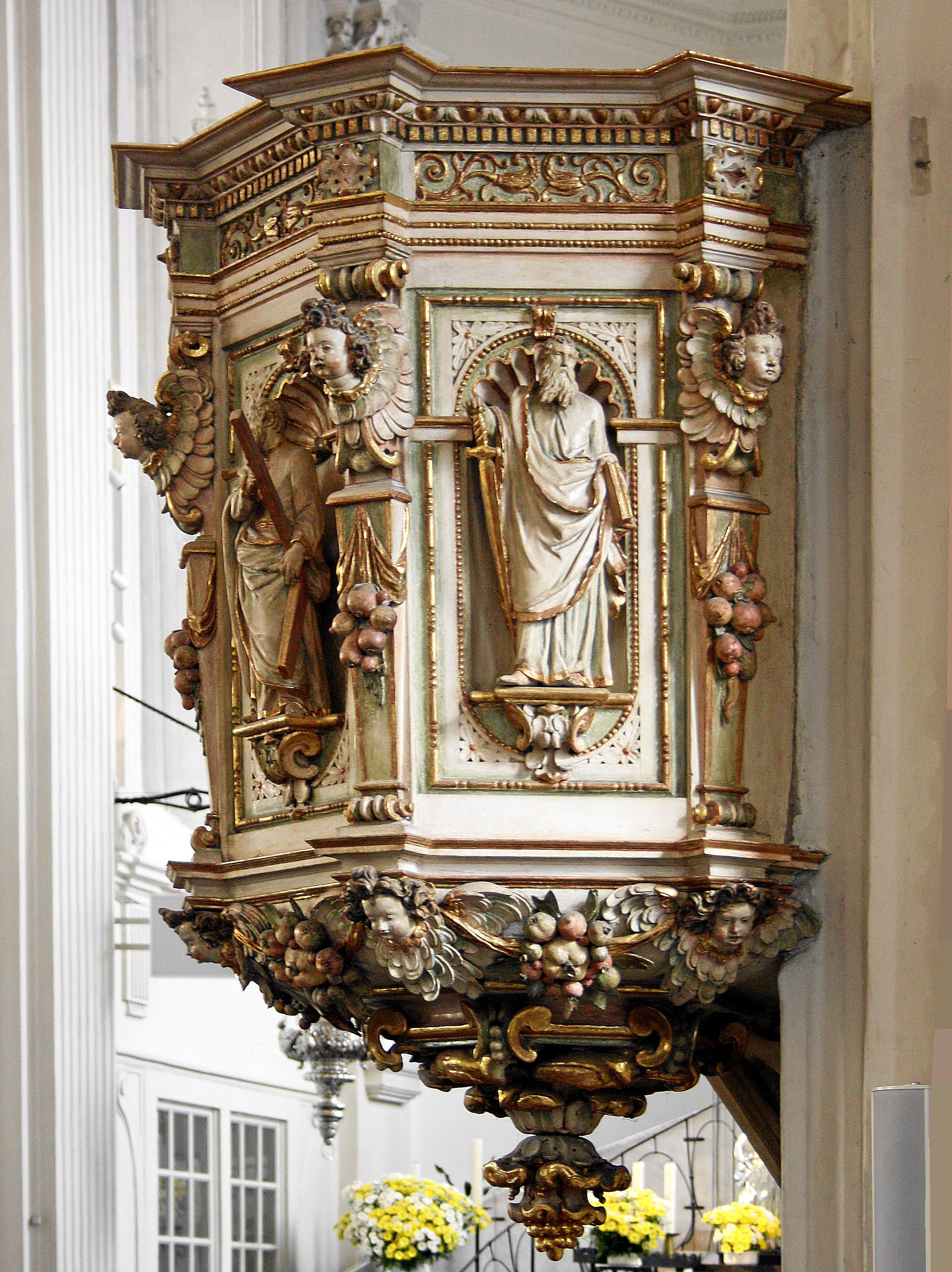
Kanzel
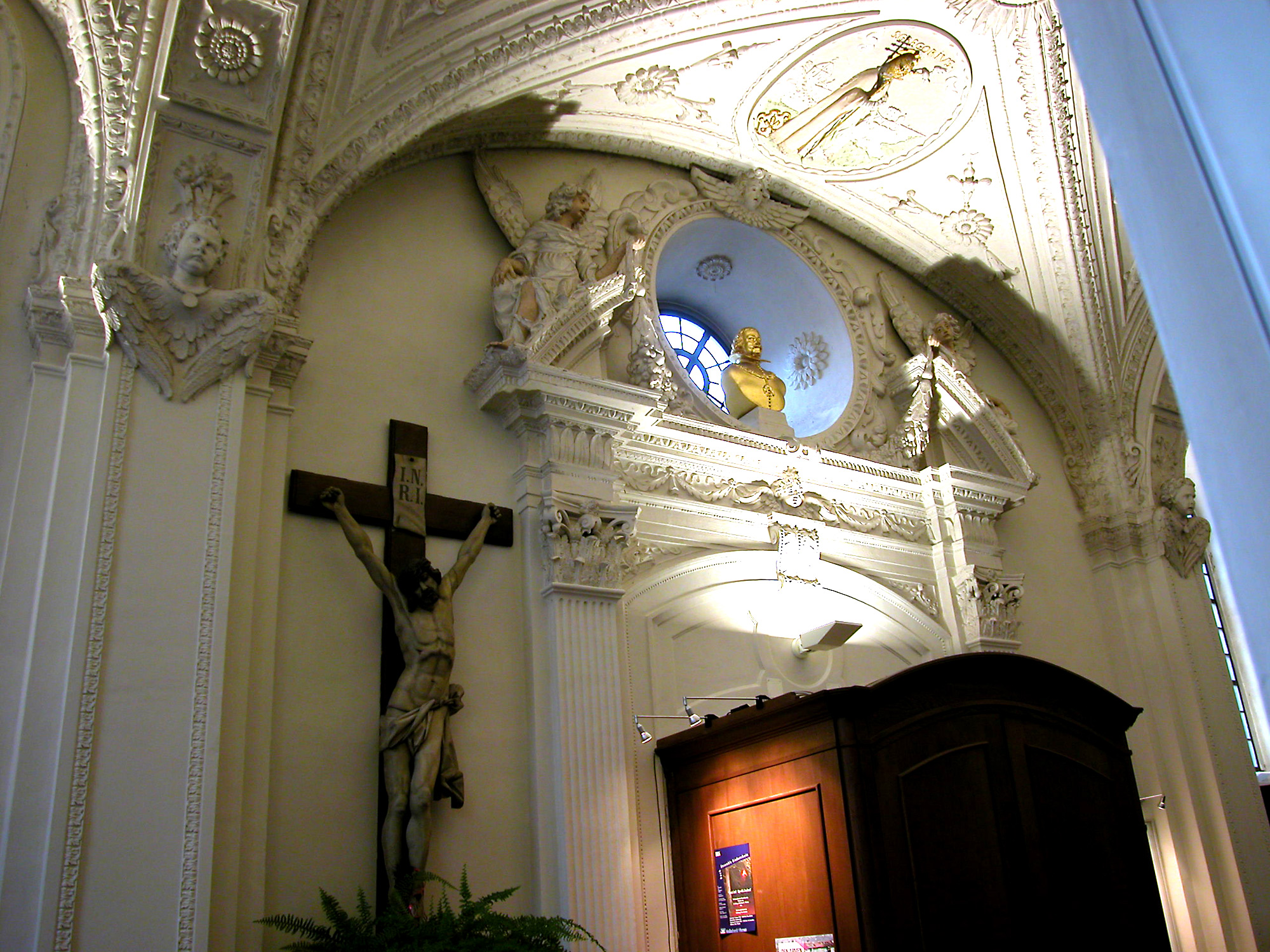
Büste des Kirchenstifters Wolfgang Wilhelm von Pfalz-Neuburg
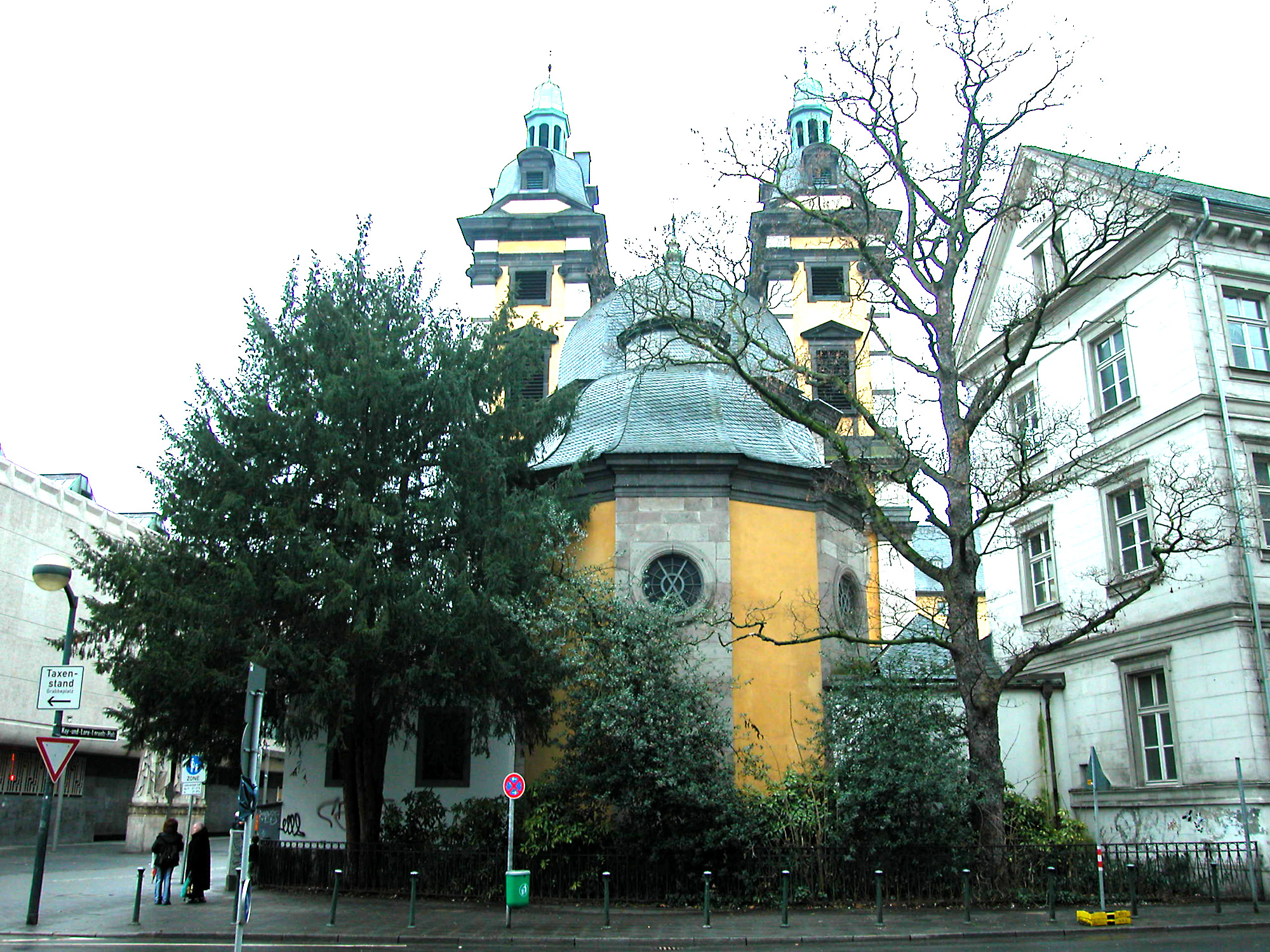
Mausoleum als polygonale Kapelle vor der Apsis des Langhauses